# Lepidagathis sericea
Lepidagathis sericea är en akantusväxtart som beskrevs av Raymond Benoist. Lepidagathis sericea ingår i släktet Lepidagathis och familjen akantusväxter. Inga underarter finns listade i Catalogue of Life.